# 达萨乡
达萨乡（藏語：སྟག་གསར་），是中华人民共和国西藏自治区那曲市色尼区下辖的一个乡镇级行政单位。

## 行政区划
达萨乡下辖以下地区：
那若村、擦多村、措查村、帕玉村、卓龙村、桑德村、阿达村、查角村、加龙村、巴林村、央扣村、那卡玛德村、萨多村、当里村和松扣村。